# Jean Jacques Alexis Uhrich
Jean Jacques Alexis Uhrich (15. února 1802, Phalsbourg – 9. října 1886, Paříž) byl francouzský vojenský velitel, který vešel ve známost neúspěšnou obranou Štrasburku během jeho obléhání v době Prusko-francouzské války v roce 1870. Byl rytířem Řádu čestné legie.
Po vystudování akademie La Flèche vstoupil do vojenské školy (École Spéciale Militaire de Saint-Cyr) v Saint-Cyru, ze které v roce 1820 vyšel s hodností podporučíka a v roce 1824 byl povýšen na poručíka. Další povýšení následovalo roku 1831, kdy se stal kapitánem. Téhož roku se zúčastnil dobývání Alžírska. V roce 1833 se stal podplukovníkem a plukovníkem roku 1848. V roce 1843 se stal velitelem praporu. V roce 1852 se stal brigádním generálem.
Bojoval během Krymské války, dal o sobě vědět například 7. září 1855 v bitvě u Malakoff. Po ní byl jmenován divizním generálem. Roku 1859 se účastnil italského tažení. Do zálohy přešel v roce 1868.
Během prusko-francouzské války, 19. července 1870 převzal velení 6. divize při bránění obléhaného Štrasburku. V obležení se vzdal, jakmile se dozvěděl o francouzské porážce u Sedanu. Za své chování během obléhání byl o rok později v roce 1871 vyšetřován.

## Posmrtné pocty
Dnešní pařížská ulice Avenue Foch byla nejprve pojmenována po manželce císaře a prezidenta Napoleona III., ale v roce 1870 byl její název změněn na Avenue du Général-Uhrich na počest Jeana Jacquese Alexise Uhricha, po Uhrichově kapitulaci ve Štrasburku byl ale její název změněn na Avenue du Bois-de-Boulogne.